# Toru Miyamoto
Toru Miyamoto (født 3. december 1982) er en japansk tidligere professionel fodboldspiller.
Han har spillet for flere forskellige klubber i sin karriere, herunder Avispa Fukuoka, Tochigi SC og Giravanz Kitakyushu.